# Ben Ulenga
Benjamin „Ben“ Crispus Ulenga (* 22. Juni 1952 in Ontanga bei Elim, Südwestafrika) ist ein namibischer Politiker, Gewerkschaftsfunktionär und Freiheitskämpfer. 
Ulenga war neben Sam Nujoma aktiv am namibischen Befreiungskampf (1960–1989) beteiligt. Als Präsident und Parteivorsitzender des Congress of Democrats (CoD) führte er von 1999 bis 2009 die offizielle Opposition gegenüber der regierenden SWAPO. Im Juli 2015 trat er von dem Parteivorsitz zurück.

## Leben

### Jugend, Befreiungskampf und Inhaftierung
Benjamin Ulenga (auch Benjamin Uulenga) wurde als Sohn eines Bauern in der kleinen Siedlung Ontanga bei Elim im damaligen Ovamboland (heute Region Omusati) geboren. Seine Familie gehört zum Stamm der Uukwambi, einem der traditionellen Verwaltungen der Ovambo. Bis 1972 machte er Abitur an der Oberschule in Oshigambo bei Engela (heute Region Oshikoto) und wurde Mitglied der Südwestafrikanischen Volksorganisation (SWAPO). 1974 trat Ulenga der People’s Liberation Army of Namibia (PLAN; dem militärischen Arm der Südwestafrikanischen Volksorganisation) bei und wurde ins Exil gezwungen. Bis 1975 erhielt er in Angola eine durch die Sowjetunion unterstützte Militärausbildung. Bei Kämpfen im Otavi-Dreieck wurde er im Juli 1976 verwundet, gefangen genommen und im Februar 1977 vom südwestafrikanischen Gerichtshof zu 15 Jahren Haft auf der südafrikanischen Gefängnisinsel Robben Island verurteilt, auf der zu dieser Zeit auch Nelson Mandela inhaftiert war. Nach einer Lockerung der Haftbedingungen wurde ihm ein Fernstudium in Anglistik und Geschichte an der Universität von Südafrika (UNISA) ermöglicht. 1985 wurde er vorzeitig aus seiner Haft entlassen.

### Gewerkschaftsarbeit und Mitgliedschaft in der Regierung Nujoma
Von 1986 bis 1991 war Ulenga Generalsekretär der Gewerkschaft für Minenarbeiter (MUN) und hatte maßgeblichen Einfluss beim Wiederaufbau der Gewerkschaften in Namibia. In den Reihen der SWAPO wurde Ulenga 1989 Mitglied der Verfassungsgebenden Versammlung Namibias und ab 1990 Mitglied der ersten Regierung Nujoma, erst als stellvertretender Minister für Umwelt und Tourismus (1991–1995), dann stellvertretender Minister für Lokale und Regionale Verwaltung und Behausung (1995–1996). Von 1996 bis 1998 war er namibischer Hochkommissar im Vereinigten Königreich. Von 1994 bis 2001 diente er außerdem in verschiedenen beratenden Funktionen bei der Stadtverwaltung Windhoek.

### Bruch mit Nujoma und politische Opposition

Flagge der Kongressdemokraten (CoD)

„Verärgert und enttäuscht“ über die Verfassungsänderung Nujomas für dessen dritte Amtszeit als Präsident (1998) und Namibias Beteiligung im Zweiten Kongokrieg (1998–2003), gab Ulenga Ende August 1998 seinen diplomatischen Posten in London auf und kündigte im März 1999 seine Mitgliedschaft in der SWAPO auf. Gleichzeitig gründete er mit anderen vormaligen SWAPO-Mitgliedern den Kongress der Demokraten (CoD), zu dessen Parteivorsitzenden und Präsidentschaftskandidaten er im August 1999 gewählt wurde. Mit der Parlamentswahl im November 1999, bei der sich der CoD mit knapp zehn Prozent der Stimmen als zweitstärkste Partei etablieren konnte, wurde Ulenga erneut Mitglied der Nationalversammlung, von nun an in den Reihen der Opposition.
Ben Ulenga zählte zu den stärksten Kritikern der Regierung Nujoma. Er hielt dem ehemaligen Präsidenten vor, machtlüstern, selbstherrlich und arrogant zu sein. Er warf ihm und seiner Partei Korruption und Wahlfälschung vor, kritisierte die Landreform, die wirtschaftliche Lage Namibias, genauso wie den Umgang der Regierung mit Presse und Investoren.
Infolge eines parteiinternen Machtkampfs mit Ignatius Shixwameni, damaliger parlamentarischer Geschäftsführer des CoD und späterer Gründer der APP, kam es im Verlauf des Jahres 2007 zu einer Parteikrise bei den Kongressdemokraten, bei der bis Ende 2007 zahlreiche CoD-Mitglieder ihre Partei verließen. Im Mai 2008 wurde Ulenga auf einem außerordentlichen Parteitag in Keetmanshoop erneut als Präsident des CoD bestätigt; bei der Parlamentswahl im November 2009 musste die Partei massive Verluste hinnehmen. Am 20. Juli 2015 trat Ben Ulenga vom Vorsitz der Partei zurück.
Seit 2001 ist Ulenga Dozent an der Rechtswissenschaftlichen Fakultät der Universität von Namibia (UNAM). Ben Ulenga ist verheiratet und hat fünf Kinder. Er lebt zusammen mit seiner Frau Nambata in Windhoek.

## Präsidentschaftskandidatur
Bei der Wahl 1999 trat Ulenga erstmals als Präsidentschafts-Kandidat an. Er erreichte mit knapp 10,5 Prozent der Stimmen den zweiten Platz. Bei der Wahl 2004 sank seine Zustimmungsquote auf wenig mehr als sieben Prozent. 2009 wählten ihn nur noch 0,72 Prozent der Wahlbevölkerung Namibias. Bei der Präsidentschaftswahl 2014 errang Ulenga nur noch 0,39 Prozent der Stimmen.